# Albert Vizentini
 (juillet 2015).
Si vous disposez d'ouvrages ou d'articles de référence ou si vous connaissez des sites web de qualité traitant du thème abordé ici, merci de compléter l'article en donnant les références utiles à sa vérifiabilité et en les liant à la section « Notes et références ».
Pour les articles homonymes, voir Vizentini.
Louis Albert Vizentini, né le 10 novembre 1841 dans l'l'ancien 2e arrondissement de Paris et mort le 20 octobre 1906 dans le 10e arrondissement de Paris, est un violoniste, compositeur, metteur en scène, journaliste, écrivain et directeur de théâtre français du XIXe siècle. Il est le fils d'Augustin Vizentini, directeur de théâtre et metteur en scène.

## Biographie
Dès 6 ans, il apparaît dans des rôles d'enfant à la Comédie-Française (Louison du Malade imaginaire) et au Théâtre de l'Odéon dans Le Dernier Banquet de Camille Doucet.

### Violoniste
Très jeune, en Belgique où son père dirige les théâtres officiels de Bruxelles, il entame un cursus de violon au Conservatoire dans les classes de Léonard, Cornillon, Fétis, Bosselot. Il y obtient plusieurs prix. Dès 13 ans, il compose son premier air varié pour violon. En 1856, il intègre son premier orchestre professionnel : le Théâtre lyrique de Bruxelles et l'Orchestre Saint-Hubert.
Il va commencer une carrière de violoniste virtuose, tant en Belgique qu'en France. Il s'intéresse à la direction et obtient le poste de chef d'orchestre assistant à Anvers. Il ouvre en parallèle sa première classe de violon.
À son retour en France, à partir de 1862, il devient premier violon solo des orchestres des Concerts du Conservatoire, des Bouffes-Parisiens, du Théâtre lyrique impérial, des Concerts Pasdeloup. Il participe à la création de Faust et de Roméo et Juliette.

### Journaliste et compositeur
Il commence aussi une carrière de journaliste dans L'Entracte, L'Art musical, L'Ami des arts, Le Grand Journal, L'Événement illustré, Paris Magazine, Gil Blas et Le Charivari. Ses premiers articles sont signés Jacques Sincère.
C'est l'époque des compositions de musiques de scène pour des œuvres données à la Porte-Saint-Martin : Nos ancêtres d'Amédée Rolland, La Dame de Monsoreau d'Alexandre Dumas, Cadio de George Sand.

### Chef d'orchestre et directeur de théâtre
Albert Vizentini s'oriente vers la direction d'orchestre et devient le directeur permanent de l'orchestre du Théâtre des Bouffes parisiens puis du Théâtre de la Porte-Saint-Martin. À cette période, Raphaël Félix organise des tournées dans les Îles Britanniques, axées sur l’œuvre d'Offenbach. Albert Vizentini y dirige l'orchestre.
Le journaliste se transforme en écrivain, il publie Derrière la toile, petite psychologie des théâtres parisiens, ainsi que des biographies d'artistes.

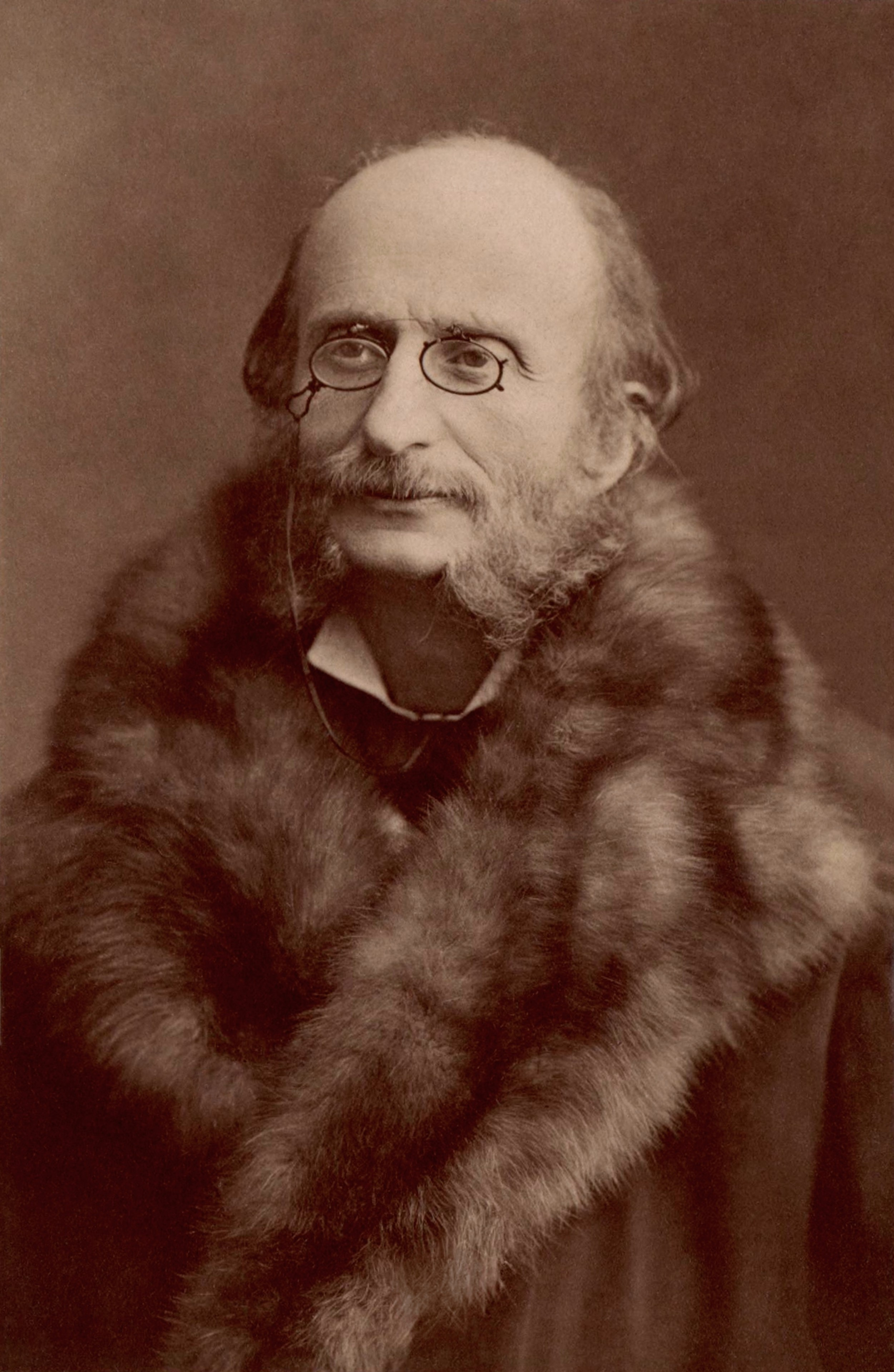
Jacques Offenbach, avec qui Albert Vizentini collabore, dans le cadre du théâtre de la Gaîté.

En 1871, commence la collaboration entre Jacques Offenbach et Albert Vizentini. Sur la recommandation du maitre, Albert Vizentini devient premier chef d'orchestre du théâtre de la Gaîté. Il y créera Le Bossu de Paul Féval, Jeanne d'Arc de Charles Gounod, La Haine, Le Gascon, Le Roi Carotte, La Poule aux œufs d'or, les nouvelles versions d’Orphée aux Enfers, de La Périchole, de Geneviève de Brabant.

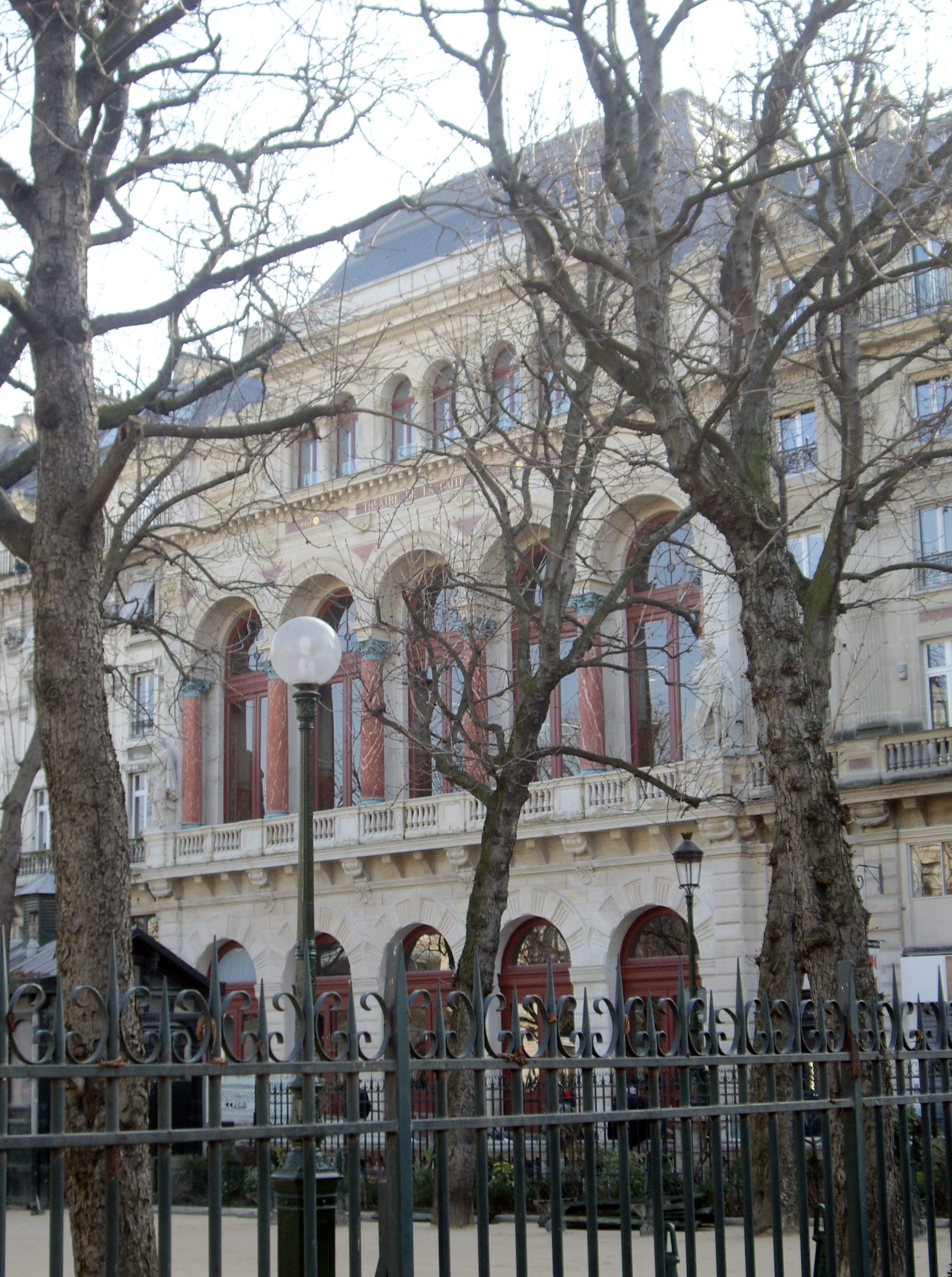
Le théâtre de la Gaîté, temple de l'opérette.

En 1875, Offenbach cède la Gaîté à Albert Vizentini qui commence sa carrière de directeur de théâtre. Ce sera la création du Voyage dans la lune. Dès la fin 1875, le théâtre devient le Théâtre-Lyrique. Pendant deux ans, le théâtre verra une programmation brillante avec de nombreuses créations : Paul et Virginiede Victor Massé et Le Timbre d'argent de Camille Saint-Saëns, Le Bravo de Gaston Salvayre et quelques reprises comme Si j'étais roi, Orphée aux Enfers. Malgré une réussite artistique indéniable, l'expérience Théâtre lyrique croule sous le frais et, en janvier 1878, Albert Vizentini est obligé de renoncer à son entreprise.
Il devient alors le chef d'orchestre de L'Hippodrome, une salle à grand spectacle créée pour l'exposition universelle de 1878. Après l'exposition plusieurs spectacles à grand déplacements sur scène sont présentés au public, mais c'est surtout le cinq festivals de L'Hippodrome organisés par Albert Vizentini qui créeront l’évènement. Les programmes sont très brillants, l'orchestre compte 450 exécutants. Les compositeurs dirigent eux-mêmes leurs œuvres. Il y a 14 000 spectateurs à chaque festival, la salle refuse du monde. Plusieurs bals avec des orchestres de 200 musiciens dirigés par Albert Vizentini et Johann Strauss sont donnés. 5 000 danseurs et 3 000 spectateurs assistent à ces bals.
Albert Vizentini dirige ensuite les Concerts Besselièvre aux Champs-Élysées.

### En Russie

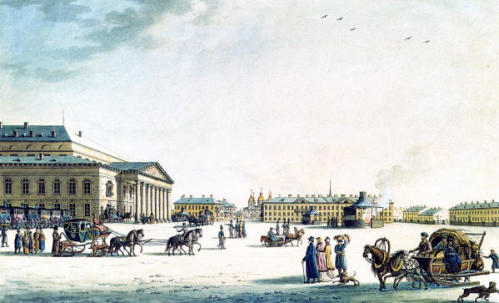
Le Bolchoi Kamenny de Saint-Petersbourg.

Puis il part ensuite pour Saint-Pétersbourg diriger les théâtres italiens et français impériaux de Russie. Il y restera dix ans. Il pourra collaborer avec les plus grands acteurs, chanteurs et musiciens du moment dont Sarah Bernhardt, Alice Lody, Lucien Guitry, Marius Petipa. Les moyens sont immenses, les programmations luxueuses, le nombre des représentations et des œuvres exécutées est impressionnant. En plus des Théâtres Michel et Marie qu'il dirige, Albert Vizentini organise des concerts pour la salle de la Noblesse, les concerts symphoniques du dimanche, ainsi que des grands festivals au Vauxhall de Pavlovsk où 142 concerts sont donnés en quatre mois et demi.
En 1886, son ballet L'Ordre du roi avec une chorégraphie de Marius Petipa est donné avec un immense succès au Bolchoi Kamenny de Saint-Pétersbourg et sera repris plusieurs fois à Moscou et Saint-Pétersbourg. Une nouvelle version de l'œuvre sera programmées à Moscou sous le titre: "Les élèves de Dupré"

### Retour en France
En 1889 à son retour de Russie Albert Vizentini dirige successivement le Théâtre des Variétés, les Folies-Dramatiques et le Gymnase. Il créera Les 28 jours de Clairette, La Cocarde tricolore, Le Mitron, La Fille de Fanchon, Miss Robinson, Cliquette, Patardpatard et Cie, Cousin cousine, Le Fils de Paillasse, Dinah.
Il dirige les saisons du Théâtre de la Moulière de Besançon, du Théâtre de l'Éden de Vichy et de la Villa des Fleurs à Aix-les-Bains.
En 1895, il devient directeur du Grand Théâtre de Lyon. Là encore, les saisons qu'il organise sont grandioses, ses mises en scène très soignées et le succès est au rendez-vous. Le grand évènement de sa carrière lyonnaise sera la création française des Maitres chanteurs de Nuremberg en 1896. Il y aura près de 30 représentations.
En 1898, Albert Carré l’appelle comme directeur de la scène de l'Opéra-Comique où il terminera sa longue carrière. Ses deux cousins Paul et Henri jouent à l'orchestre (violon et percussions) et son fils est dans le pupitre des altos.
Il meurt le 20 octobre 1906, après trois mois de maladie due à un accident vasculaire cérébral.

## Œuvres

### Opérettes et autres œuvres musicales
Albert Vizentini compose cinq opérettes, La Tsigane (Folies-Marigny, 1865), Le Moulin ténébreux (Bouffes-Parisiens, 1869) La Plantation Thomassin (Théâtre - Vichy, 1894), La Gaudriole (Villa Les Fleurs - Aix-les-Bains, 1897) et Deux amants transis . Il écrit également deux cantates qui sont jouées au Vaudeville et à la Porte-Saint-Martin, (Le Canon des deux règnes (1864), La Fête de l'Empereur (1865) ainsi que de la musique de scène pour plusieurs pièces théâtrales parmi lesquelles Nos ancêtres, Cadio, Patrie, Le Bossu, etc. Il publie d'autre part des fantaisies et duos concertants pour violon et piano, cinq ballets, Le Grand Ballet des gypsies (1872) Le Petit Jehan de Saintré (1878), Medrano le bandit (1878), L'Ordre du roi (1886), et Eve (1904) ainsi que de nombreuses chansons et danses. Il cosigne plusieurs œuvres avec Jacques Offenbach comme La Haine, La Poule aux œufs d'or, Le Gascon, Le Roi Carotte.

### Livre
Dans son livre humoristique, Derrière la toile (foyers, coulisses, comédiens) physiologies des théâtres parisiens (Faure, 1868), il rapporte ses observations des différents théâtres de Paris et trace de vivants portraits d'artistes connus de l'époque.
Il rédige une biographie de Marieta Alboni, Comtesse Pepoli (1869)